# Гайрем (Огайо)
Гайрем (англ. Hiram) — селище (англ. village) в США, в окрузі Портадж штату Огайо. Населення — 996 осіб (2020).

## Географія
Гайрем розташований за координатами 41°18′37″ пн. ш. 81°8′36″ зх. д. / 41.31028° пн. ш. 81.14333° зх. д. (41.310155, -81.143460).  За даними Бюро перепису населення США в 2010 році селище мало площу 2,40 км², уся площа — суходіл. В 2017 році площа становила 2,84 км², уся площа — суходіл.

## Демографія
Згідно з переписом 2010 року, у селищі мешкало 1406 осіб у 228 домогосподарствах у складі 120 родин. Густота населення становила 585 осіб/км².  Було 248 помешкань (103/км²).
Расовий склад населення:
| - 85,3 % — білих - 8,2 % — чорних або афроамериканців - 3,3 % — азіатів - 0,4 % — корінних американців |

До двох чи більше рас належало 2,1 %. Частка іспаномовних становила 2,1 % від усіх жителів.
За віковим діапазоном населення розподілялося таким чином: 8,1 % — особи молодші 18 років, 87,1 % — особи у віці 18—64 років, 4,8 % — особи у віці 65 років та старші. Медіана віку мешканця становила 21,0 року. На 100 осіб жіночої статі у селищі припадало 95,0 чоловіків;  на 100 жінок у віці від 18 років та старших — 94,0 чоловіків також старших 18 років.
Середній дохід на одне домашнє господарство  становив 73 281 долар США (медіана — 49 286), а середній дохід на одну сім'ю — 106 825 доларів (медіана — 83 750). Медіана доходів становила 67 500 доларів для чоловіків та 33 542 долари для жінок. За межею бідності перебувало 6,2 % осіб, у тому числі 0,0 % дітей у віці до 18 років та 0,0 % осіб у віці 65 років та старших.
Цивільне працевлаштоване населення становило 616 осіб. Основні галузі зайнятості: освіта, охорона здоров'я та соціальна допомога — 52,3 %, мистецтво, розваги та відпочинок — 17,4 %, роздрібна торгівля — 8,0 %, будівництво — 6,2 %.